# Кайсер, Фриц Юхан
Фриц Юхан Кайсер (швед. Fritz Johan Kaijser, 13 августа 1908 — 13 августа 1983) — шведский шахматист.
В составе сборной Швеции участник неофициальной шахматной олимпиады. В этом соревновании он выполнял функцию запасного участника. Сыграл 11 партий, в которых набрал 6½ очков (4 победы, 2 поражения, 5 ничьих). Из партий, сыгранных Кайсером на неофициальной олимпиаде, в базах приводятся только ничья с Ж. Франсезом (Болгария), поражение от Э. Геребена (Венгрия) и дебют партии, выигранной у К. Поульсена (Дания).